# (3896) Pordenone
(3896) Pordenone es un asteroide perteneciente al cinturón de asteroides, descubierto el 18 de noviembre de 1987 por Johann Martin Baur desde el Observatorio de Chions, Chions (Pordedone), Italia.

## Designación y nombre
Designado provisionalmente como 1987 WB. Fue nombrado Pordenone en honor al pintor italiano Giovanni Antonio Licinio también conocido como “Il Pordenone”.